# Coryphosima vicina
Coryphosima vicina är en insektsart som först beskrevs av Vitaly Michailovitsh Dirsh 1956.  Coryphosima vicina ingår i släktet Coryphosima och familjen gräshoppor. Inga underarter finns listade i Catalogue of Life.